# 336 Lacadiera
Lacadiera (asteroide 336) é um asteroide da cintura principal com um diâmetro de 69,31 quilómetros, a 2,03781652 UA. Possui uma excentricidade de 0,09513668 e um período orbital de 1 234,42 dias (3,38 anos).
Lacadiera tem uma velocidade orbital média de 19,84731207 km/s e uma inclinação de 5,64688397º.
Este asteroide foi descoberto em 19 de Setembro de 1892 por Auguste Charlois.